# Julius von Blaas
Julius von Blaas (22. srpna 1845 Albano Laziale – 1. srpna 1922 Bad Hall) byl rakouský malíř, druhý syn malíře Karla von Blaase a mladší bratr malíře Eugena de Blaase. Studoval pod vedením otce a na školách ve Vídni, Římě, Florencii a v Benátkách.
Byl především zručným portrétistou a oblíbeným animalistou: zpravidla maloval koně, krávy a Františka Josefa I. Působivou Krávu ve stáji má ve svých sbírkách Dom Quartier Salzburg, Blaasův jezdecký portrét Císař František Josef I. na koni pak Uměleckohistorické muzeum ve Vídni,  jež spravuje i další Blaasova portrétní díla: malíř na rakouském císařském dvoře namaloval mj. zhruba 50 portrétů Františka Josefa I. a jeho rodiny. Mezi jeho nejznámější práce patří „Soutěž opilých slovenských sedláků v jízdě“ (Wettfahrt betrunkener slowakischer Bauern, r. 1869), která je umístěna ve vídeňském muzeu Belvedere. Obsahovou zajímavostí v jeho tvorbě je obraz Indiáni Mundurucu, Rio Tapajoz, který zachycuje brazilské indiány na břehu řeky Tapajoz. Obraz vznikl roku 1884 pro Přírodovědné muzeum ve Vídni, v němž je umístěn dodnes (sál. č. 16).
Julius von Blaas působil jako profesor na vídeňské Akademií. V roce 1888 získal medaili velkovévody Carla Ludwiga (Erzherzog-Carl-Ludwig-Medaille). Jeho mladší syn Carl Theodor von Blaas (1886-1960) byl rovněž úspěšným malířem a stejně jako otec člen vídeňského Künstlerhausu.
Zemřel náhle během svého pobytu v sanatoriu Bad Hall, krátce po půlnoci 1. srpna 1922 ve věku 76 let. Pohřben je v čestném hrobě na Vídeňském ústředním hřbitově (hrobová skupina 15 H, řada 1, č. 12).

## Vybrané malby

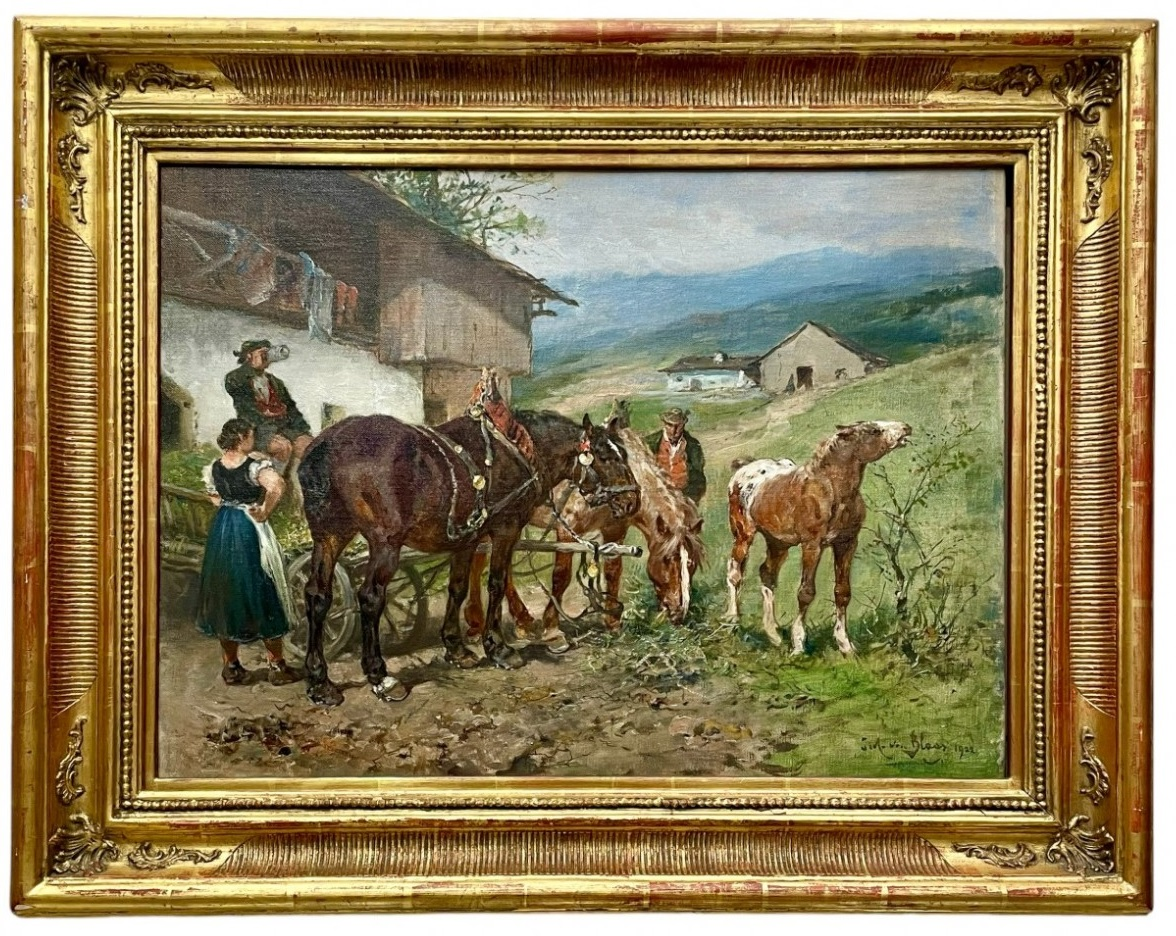
Julius von Blaas: Život na statku (1922). Jeden z posledních obrazů malíře.

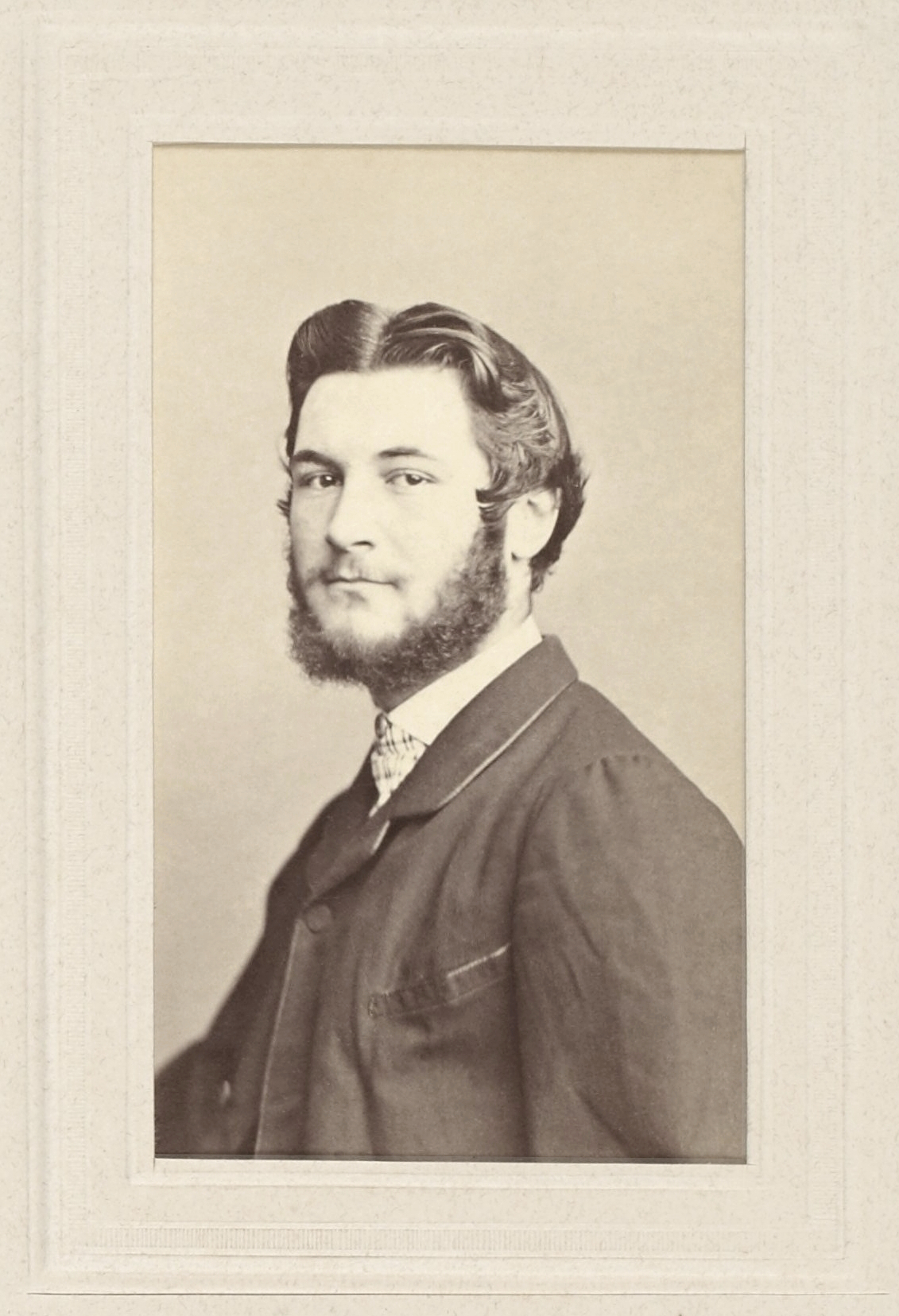
Julius von Blaas

- „Soutěž opilých slovenských sedláků v jízdě“ (1869)
- „Hon na lišku v Campagni“ (1877)
- „Indiáni Mundurucu, Rio Tapajoz, Brazílie“ (1884)
- „Trh v Horním Uhersku“ (1885)
- „Koňský trh v Bischofshofenu“ (1888)
- „Ranní trénink v jízdárně“ (1890)
- „Život na statku“ (1922)